# Kélyfos (Chalcidique)
Kélyfos, en grec moderne : Κέλυφος, est une île du dème de Sithonie, district régional de Chalcidique, en Macédoine-Centrale, Grèce.
Selon le recensement de 2011, l'île est inhabitée.